# Llista de missions d'exploració de Júpiter
A continuació es presenta una llista de les missions d'exploració del planeta Júpiter, ordenades cronològicament:
| Missió     | Llançament            | Fi de missió              | Objectiu                 | Resultat |
| ---------- | --------------------- | ------------------------- | ------------------------ | -------- |
| Pioneer 10 | 2 de març de 1972     | Abril de 2003             | Sobrevol                 | Èxit     |
| Pioneer 11 | 6 d'abril de 1973     | Setembre de 1995          | Sobrevol                 | Èxit     |
| Voyager 1  | 5 de setembre de 1977 | Actualment semi-operativa | Sobrevol                 | Èxit     |
| Voyager 2  | 20 d'agost de 1977    | Actualment semi-operativa | Sobrevol                 | Èxit     |
| Galileo    | 18 d'octubre de 1989  | 21 de setembre de 2003    | Sonda orbital            | Èxit     |
| Galileo    | 18 d'octubre de 1989  | 7 de desembre de 1995     | Sonda atmosfèrica        | Èxit     |
| Ulysses    | 6 d'octubre de 1990   | Actualment operativa      | 2 sobrevols camí del Sol | Èxit     |
| Cassini    | 15 d'octubre de 1997  | Actualment operativa      | Sobrevol camí de Saturn  | Èxit     |
| Juno       | Juliol de 2010        | En construcció            | Sonda orbital            |          |